# Флегмона
Флегмона или гнојно запаљење од (грч. речи–φλεγμονη - повишена температура, упала) један је од облика акутног дифузног, пурулентног (гнојног) запаљења које захвата све слојеве ткива или органа, без јасно одређених граница између здравог и упаљеног ткива, по чему се разликује од апсцеса (који има јасне границе). Иако се класична флегмона сматра инфекцијом без формирања апсцеса или гнојења и без улцерација, у клиничкој пракси, подела између флегмоне и апсцеса понекад није сасвим јасна. Често, макуларни еритем код флегмоне коегзистира са подручјима улцерација, чворићима и са формирањем апсцеса.
Упаљен орган је у целости топао, задебљан отечен, болан, влажан, црвен, а уколико је ексудат гној, његова боја прелази у жућкасту или зеленкасту. Иако се може јавити у свим ткивима и органима она је најчешће акутно дифузно запаљење коже и поткожног везивног ткива. Флегмону углавном изазвају аеробне и анаеробне патогене бактерије, које понекад могу бити удружене са мешовитом сапрофитном флором.

## Етиологија
За разлику од апсцеса који су запаљењски процеси релативно добро ограничени, пиогеном мембраном (која се састоји од леукоцита, гранулационог ткива и фибробластичних елемената), која спречава да гној „пробије“ у околне међућелијске просторе, флегмонозно запаљење има способност експанзије и продире преко перифокалног едема у околину ширећи се уз помоћ бактеријских фермената, хијалуронидазе и фибринолизира у околне међућелијске просторе.
Флегмонозна запаљења су запаљењски процеси дифузне природе која организам није у стању да својим одбрамбеним снагама ограничи као код апсцеса.
| Проузроковач            | Латински назив                                                       | Карактеристике |
| ----------------------- | -------------------------------------------------------------------- | --- |
| Хемолитичне стрептококе | - Streptococcus pyogenes, - Streptococcus agalactiae                 | - Међу стрептококама, најзначајнији узрочник флегмоне је β -хемолитички стрептокок групе А, који се карактерише дифузним, убрзаним ширењем инфекције кроз међућелијске просторе уз помоћ бактеријског ензима хијалуронидазе који он производи у организму, и уз чију помоћ „пробија“ ћелијске компоненте, које би иначе задржале и локализовале упалу. - Мање чести узрочници су стрептококе групе Б нпр.(лат. Streptococcus agalactiae) које код старијих пацијената са дијабетесом могу изазвати флегмону.                                   |
| Стафилококе             | - Staphylococcus aureus                                              | - Флегмона изазвана стафилококама је углавном локализована на мањим подручјима, и обично се јавља код отворених рана на кожи или у апсцесима. - Однедавно, метицилин-резистентни С. ауреус (познатији као МРСА) је постао све чешћи узрочник флегмона код пацијената у болничким условима или старачким домовима. - На флегмону узроковану МРСА бактеријом треба увек посумњати; када је флегмона настала у болничким установама, ако се понавља код истог пацијента или ако не реагује на монотерапију антибиотицима. |
| Грам негативе бактерије | - Haemophilus influenzae - Aeromonas hydrophila - Vibrio vulnificus} | - Хемофилус инфлуенце (лат. Haemophilus influenzae) може изазвати флегмону код деце, а псеудомонас (лат. Pseudomonas aeruginosa) код пацијената са дијабетесом или неутропенијом. - Повреде настале у току потапања тела у воду (нпр за време боравка у бањским лечилиштима) могу имати за последицу појаву флегмоне, коју у свежој води изазва бактерија (лат. Aeromonas hydrophila) - У топлој сланој води, у умереним климатским условима у највећем делу света (лат. Vibrio vulnificus) изазива у ретким случајевима некротизирајући фасциитис.                                                     |
| Анаеробне бактерије     | - Pasteurella multocida - Capnocytophaga sp                          | - Пастурела лат. Pasteurella multocida из пљувачке мачке, - Капноцитофаг лат. Capnocytophaga sp из пљувачке пса, - Након уједа човека могу да доведу до настанка флегмоне. |

У основи поремећаја и код апсцеса и код флегмоне узрочници болести су исти. Само што на настајање флегмоне знатан утицај имају фактори ризика као што су; имунодефицијенција или смањење одбрамбених снага организма, и општа обољења као што су; дијабетес, хронична обољења бубрега, цироза јетре, тумори, болести крви, хипопротеинемија, тешка траума...
Сигурно је да на настанак и ток флегмоне утичу бројни фактори; улазно место, извор заразе, начин инфекције (пут преношења), број врста и вируленција проузроковача (патогена), предиспозиција (тренутно стање организма и хроничне болести) итд.
У факторе ризика за појаву флегмоне, спадају и; оштећења коже (нпр. повреде (ране), улцерације (чиреви), гљивичне инфекције и друге кожне болести које нарушавају заштитну улогу коже), која су уобичајена код болесника са хроничном венском инсуфицијенцијом или лимфедемом. Ожиљци који настају на венама у току пласмана венских катетера, или након других интервенција на крвним судовима у васкуларно хирургији погодне су локације за појаву рекурентне флегмоне, посебно ако присутна инфекција коже.
У ткиву које је захваћено флегмонозним запаљењем, поред хиперемије и леукоцитарне инфилтрације, долази до стварања многобројних тромбоза ситних крвних судова и образовања многобројних микро апсцеса, што све доводи до даље некрозе ткива и развоја гангрене. Уколико је дошло до гангрене ткива, захваћени део је црне боје и може се лако одстранити хируршким инструментима.

## Патофизиологија
Флегмона је облик гнојног запаљења које настаје када се гнојни ексудат дифузно шири међу ткивним елементима, прожимајући их на знатном пространству. Чешћа настаје тамо где је гнојна инфилтрација праћена некрозом ћелија. нпр. у међућелијским просторима дуж фасција у поткожном ткиву, дуж судовно-нервних стабала итд.
Флегмона настаје нагло и већ у почетној фази оболели део тела је чврст као даска. Кожа изнад флегмоне је затегнута, сјајна, понекад у облику коре поморанџе, али није увек и црвена.
Иако је флегмона најчешће инфекција дермиса и поткожног ткива коже, не тако ретко може се јавити и у другим растреситим ткивима испод коже, испод слузокоже, око мишићних снопова, или око других органа (нпр слепог црева). Слабо је ограничена према здравом ткиву и обично је узрокована патогеним бактеријским врстама из групе стрептокока или стафилокока.
У свакодневној лекарској пракси у САД флегмона је 28 узрок болести, присутан у око 2,2% болесника. Флегмоне су најопасније инфекције меких ткива. Оне се дешавају релативно ретко, али увек озбиљно угрожавају живот пацијента. У литератури се наводи да на око 100 инфекција по ложама настаје једна флегмона..
Ткива захваћена флегмонозним запаљењем су натечена, а на пресеку показују дифузно прожимање гнојем. У ткиву које је захваћено флегмоном долази до хиперемије, леукоцитарне инфилтрације, тромбозе малих крвних судова, стварања многобројних микро апсцеса, што у крајњем исходу доводи до некрозе ткива. Ткиво на пресеку, код флегмоне, слабо крвари, сиво загасите је боје, крто, из њега излази јако смрдљив секрет. Овај тип супурације (гнојења) ја карактеристичан за високо инвазивне бактерије које производе велике количине хијалуронидазе и фибринолизина (факторе продорнопсти енгл. spreading factor). Најизразитији пример флегмоне се среће код инфекција проузрокованих бета хемолитичким стрептококима, који се шире дубоко кроз лимфне судове и доводе до дифузног, широко распрострањеног инфективног обољења коже, позватог под називом „црвени ветар“ (лат. erysipelas).
У максилофацијалној регији флегмона се најчешће јавља на поду уста - и позната је под називом ангина Лудовици, у пределу образа, орбите и у подручју великих крвних судова врата.

### Хистологија
Хистолошки ексудат је обично дифузно раширен у строми ткива, али понекад је сакупљен и у виду фоликуларне инфекције која ствара мале апсцесе. Ткивни елементи су размакнути течношћу, која садржи веће или мање количине фибрина, леукоцита и других ћелија запањења, те гнојна телашца, што првенствено зависи од карактеристика запаљења Ипак ту нема склоности ка инкапсулацији, због чега подручје запаљења није никада према околини оштро ограничено.

## Клиничка слика
Флегмонозна инфекција се најчешће јавља на доњим или горњим екстремитетима, обично је једнострано, након оштећења коже и поткожног ткива (нпр као код ерзипела), али и у различитим шупљим органима, нарочито често у црвуљку (апендиксу). Флегмона дна усне дупље је такође једна од чешћих флегмона, која настаје ширењем запаљења из корена зуба (нарочито доњих зуба), крајника, субмадибуларних жлежда. Ова врста флегмоне је веома опасна јер ширењем према епиглотису (због едема, угушење), или кроз мека ткива врата према средогруђу (медијастинуму) доводи до смрти.
Главни знаци болести који доминирају клиничком сликом деле се на опште и локалне;
Општи знаци
- Пораст телесне температуре, која има септички карактер, са поподневним скоком и грозницом и дубоким јутарњим падом. Пораст телесне температуре и појава грознице, израженија је и чешће код деце.
- Сув и обложен језик, губитак апетита, повраћање, пролив
- Отежано дисање, несаница, малаксалост

Локални знаци
- Кожа изнад флегамоне је топла, црвена, и едематозна, напета и сјајна, као премазана воском и понекад својим површинском изгледом подсећа на кору од поморанџе.
- У подручју еритем (црвенила) виде са плавичасте мрље, често са израженим цртежом вена и локалним лимфангитисом и регионалном лимфаденопатијом и болним и отеченим лимфним жлездама у оболелом региону.
- Границе промена према здравом ткиву су обично нејасни, осим код еризипела (где је флегмона јасно ограничена), јер се према крајевима едем и црвенило губе неприметно према здравом ткиву.
- Петехијална крварења у кожи и слузокожи захваћеној флегмоном су уобичајена
- Велик крвни подливи су могући али су ретки.
- Везикуле и буле које се могу јавити код флегмоне повремено коликвирају (омекшавају услед загнојавања) и руптурирају, остављајући за собом некрозу коже.
- Ако је флегмона првобитно развије у дубљим слојевима сви напред наведени спољни знаци су мање изражени.

- Неки од облика флегмоне
- Флегмона са израженим отоком ноге
- Флегмона пода усне дупље
- Флегмона очних капака
- Црвени ветар.

### Ток болести
Ток флегмоне умногоме зависи од врсте инфекције, токсичности или вирулентности патогена, обима запаљења, отпорности ткива и стања одбрамбених снага (имунског система) организма и начина лечења.
Код лакших облика флегмоне, применом интензивног лечења (мировање, антибиотици, хладне облоге итд), запаљењски процес се може врло брзо и успешно санирати.
У тежим случајевима када запаљењски процес тежи брзој експанзији, посебно ширењу инфекције у крвне судове (тромбофлебитис), уколико се не предузму адекватне мере правовременог лечења, у року од неколико дана може доћи до развоја генерализоване сепсе и у најтежим случајевима и смртног исхода.
Понекад на местима гнојења може доћи до спонтаног продора гноја са падом телесне температуре. На месту уклоњеног гноја може настати у оболелом ткиву, нарочито у пределу удова, скврчење мишића, уз значајно смањење њихове покретљивости и функције.
Такође на месту елиминације гнојне колекције могу настати разне компликације у ткивима у облику обилних крварења (због ерозије крвних судова), упала зглобова, због продора излива у зглобну шупљину, али и упалних или метастаски процеса у удаљеним органима, ширењем инфекције путем крви у плућа, бубреге, јетру, срце.
Најтежи облик флегмоне представља тзв панфлегмона, код које запаљењски процес захвата неки зглоб и све мекане структуре око њега; зглобну чауру, параапонеуротично и поткожно ткиво и мишиће.

## Дијагноза
Дијагноза флегмоне се поставља пре свега на основу клиничке слике или њених општих и локалних знакова;
- Општи знаци су; брза еволуција промена, висока температура, убрзан пулс, опште лоше стање, цијаноза усана, плаве и хладне јагодице на прстима, делимично комбиновано са симптомима шока.
- Локални знаци; постојање тврдог инфилтрат (тврдог као даска), нејасних граница према околини. Поред тога постоје сви знаци локалног запаљења у јако израженој форми; црвенило (лат. rubor), оток (лат. tumor), бол (лат. dolor), губитак функције (лат. functio laesa).

## Диференцијална дијагноза
| Болести које треба имати у виду | Диференцијална дијагноза |
| --- | --- |
| Некротизирајући фасциитис • Анаеробна мионекроза • Калцифилакса • Кожни антракс • Метастазе тумора у кожи (посебно аденокарцинома) • Слатки синдром • Породична медитеранска грозница • Синдром хиперимуноглобулинемије Д • Инфламаторни карцином дојке • Неутрофилни екрини хидроаденитис • Некротизирајући тумори | Инфекције опекотина • Еризипел • Еризипелоид • Еритема мултиформ • Гасна гангрена • Ујед инсеката • Леукемија (кожни облик) • Лимфом • Дерматомикоза • Миазис • Некротизирајући фасциитис • Нокардиоза • Пиодерма гангренозум • Стивен-Џонсонов синдром • Еозинофилни целулитис. |

## Терапија
Главни циљ лечења флегмоне је да се подигну и ојачају одбрана снаге организма на појаву инфекције применом медикаментозних хируршких и физикалних метода. Ни једна од набројаних метода не може сама да буде успешна и зато их треба комбиновати.

### Медикаментозна терапија
У почетном стадијуму флегмонозног запаљење може се покушати његово сузбијање применом великих доза антибиотика, најчешће широког спектра деловања.
| Локација                                                                        | Могући патогени | Остали патогени                                                            | Компликације | Примена антибиотика |
| ------------------------------------------------------------------------------- | --- | -------------------------------------------------------------------------- | --- | --- |
| Некомпликована флегмона                                                         | - Streptococus групе A - Staphylococcus aureus                                                                                           |                                                                            | | - Cephalexin, - Dicloxacillin - Clindamycin - Cefazolin - Oxacillin - Nafcillin |
| Флегмона у којој домининира МРСА                                                | - Streptococus групе A - Staphylococcus aureus                                                                                           |                                                                            | | - Cephalexin, dicloxacillin или - clindamycin заједно са trimethoprim/sulfamethoxazol) - Clindamycin - Vancomycin |
| Ујед пса                                                                        | - Pasteurella canis (50% у рани) - Staphylococcus аureus - Streptococcus pyogenes                                                        | - Staphylococci, streptococci Аеробни - Neisseria) Анаеробни - Prevotella) | - Capnocytophaga canimorsus, може изазвати сепсу код пацијената са аспленијом или болестима јетре. - Избегавати примену прве генерације цефалоспорина - Ако постоји вероватноћа да ће доћи до инфекције-профилакса антибиотицима је обавезна код: - дубоких угриза, на рукама, који захтевају хируршку обраду, - код имунокомпромитованих особа, - венске или лимфне стазе, - повреда са преломом. | - Amoxicillin или clavulanate - Penicillin, а код алергичних Clindamycin-metronidazole)+(doxycycline-cefuroxime trimethoprim/sulfamethoxazole) - Цефалоспорини треће генерације (ceftriaxone+metronidazole) - Бета лактамски инхибитори (ampicillin-sulbactam) - Fluoroquinolone+metronidazole - Carbapenem (ertapenem) |
| Ујед мачке                                                                      | - Pasteurella multocida (75% у рани) | - Staphylococci, streptococci - Bacteroides, - Veillonella parvula         | - Избегавати примену прве генерације цефалоспорина - Ако постоји вероватноћа да ће доћи до инфекције-профилакса антибиотицима је обавезна код: - дубоких угриза, на рукама, који захтевају хируршку обраду, - код имунокомпромитованих особа, - венске или лимфне стазе, - повреда са преломом. | - Цефалоспорини треће генерације (ceftriaxone+metronidazole) - Бета лактамски инхибитори (ampicillin-sulbactam) - Fluoroquinolone+metronidazole - Carbapenem (ertapenem) |
| Усно-ждрелна флегмона                                                           | Аеробни или факултативно аеробни - Streptoc. групе A - Eikenella species - Neisseria Анаеробни - Peptostreptococcus species - Prevotella |                                                                            | - Захтева екстракцију или уклањање корена зуба | - Amoxicillin-clavulanate или clindamycin - Бета лактемски инхибитори ampicillin/sulbactam clindamycin |
| Периорбитална флегмона                                                          | - Haemophilus influenzae type b, - Streptococcal species, и анаероби                                                                     | - Nocardia brasiliensis, - Mycobacterium tuberculosis                      | - Највећи број студија показује да инфекција бактеријама Haemophilus influenzae type b и Streptococcus pneumoniae и појава флегмоне није умањен код појединих лица након имунизације | - Amoxicillin-clavulanate, - Цефалоспорини треће генерације |
| Флегмона доњих екстремитета - компликације након венектомије или катетеризације | - Нема идентификованих патоген у већини инфекција - Streptococus групе A - S. aureus-ређе                                                |                                                                            | - Периодичне епизоде болова у мишићима, екстремни умор, хипотензија; обично повезан са крастама на нози (брис промена може бити од користи за изоловање могућих патогена) | - Cephalexin, - Dicloxacillin - Код S. aureus - Теtracycline - Clindamycin - Тrimethoprim са - sulfamethoxazole |

Антибиотску терапију треба надопунити осталом симптоматском терапијом као што су аналгетици и антипиретици нестероидним антиинфламаторним лековима у циљу купирања болова, температуре и антиинфламаторног дејства.
Будући да обилан исцедак из гнојних рана и инцизионих отвора у флегмони, дражи околну кожу, да би се спречила појава нежељених екцема кожу треба мазати неутралним кремама.

### Хируршка терапија
Лечење развијене флегмоне мора бити само оперативно. Лечење флегмоне (изузев лакших случајева и у почетној фази) само антибиотицима без примене хируршког лечења може бити опасно и често је праћено губитком времена и брзим ширењем флегмоне.
Оперативно лечење се састоји у издашној инцизији, на једном или више места (контраинцизије) у болесном подручју и на тај се начин хируршким путем ствара вештачки канал за истицање гноја. При томе се одстрањују сви некротични делови ткива.
Рано изведеном инцизијом може се успешно спречити даље ширење запаљења и пропадање меких делова. Она зато мора бити издашна и тако начињена да пружа увид у болесно подручје, и створи што повољније услове за отицање гноја. Ако је флегмонозни процес захватио дубље слојеве ткива, онда се дубоким инцизионим резом у њих продире, према потреби све до кости. По завршеним инцизијама оболело подручје се дренира на најнижим местима, а дренови се фиксирају тампонима који држе жариште болести широко отворено.
Болесни део тела након оперативног лечења мора бити стављен у стање мировања и зато се заједно са завојима полаже и фиксира за одговарајућу удлагу.
Највећи део гноја истиче непосредно након учињене инцизије, а остатак се испразни током неколико дана. Након потпуне дренаже гнојног садржаја, рез створен инцизијом се сашије или зацели спонтано. Код великих и проширених флегмона може се додатно применити и антибиотска терапија.
Изразито велике флегмоне које прете ширењем у унутрашње просторе (нпр врата, грудног коша), или флегмоне које се примарно јављају у њима (нпр перинефритична, медијастинална, перипростатична, мале карлице, мокраћне бешике итд) захтевају хитну хируршку интервенцију у болничким условима и вишедневну хоспитализацију након захвата.

### Хипербарична оксигенотерапија
Хипербарична оксигенотерапија (ХБОТ) запаљењски процеса као што је флегмона подразумева примену 100% кисеоника на повећаном притиску, у односу на нормални атмосферски притисак у једномесним или вишемесним барокоморама у комбинацији са антибиотицима и хируршким инцизијама и дебридманом мртвог ткива и гнозног ексудата.
ХБОТ у флегмоном захваћеном ткиву повећава нормалну сатурацију кисеоником и до двеста пута, што доводи до бактерицидног дејства, побољшања функције полиморфонуклеара (ПМН), и бржег зарастања рана и санације запаљења. У току ХБОТ, многи аутори су приметили у некротичном ткиву, већу засићеност кисеоником (већи pO2) који је последица ХБОТ-ом индуковане вазодилатације.
ХБОТ побољшава одбрану ткива од инфекција, јер делује бактерицидно на анаеробне бактерије (нпр Клостридије, чиме спречава појаву гасне гангрене), појачава бактерицидно дејство антибиотика на грам позитивне и негативне бактерије, јача и побољшава природне одбране механизме тела против бактерија и смањује оток ткива што позитивно делује на успостављање циркулацију у угроженом органу.
ХБОТ зауставља производњу бактеријских токсина и инхибира репликацију и ширење бактерија чиме помаже у решавању или одлагању појаве сепсе, тровање крви и смртног исхода.
ХБОТ такође смањује потребу за учесталим инцизијама и дебридманима ране јер спречава даље ширење некрозе.

## Прогноза
Прогноза флегмоне је увек озбиљна. Осим хроничних облика, свако акутно флегмонозно дифузно гнојно запаљење поткожног и везивног ткива може у случају велике експанзије (ширења) и брзог развоја, да изненада „пробије“ -оштети крвне судове и преко крви преплави организам патогеним бактеријама и њиховим токсинима и изазове сепсу.